# Jean Plantavit de La Pause

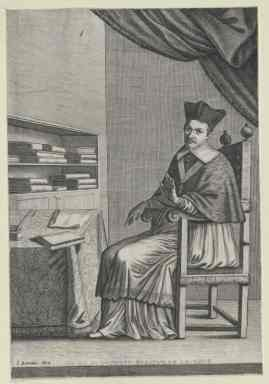
Jean Plantavit de La Pause

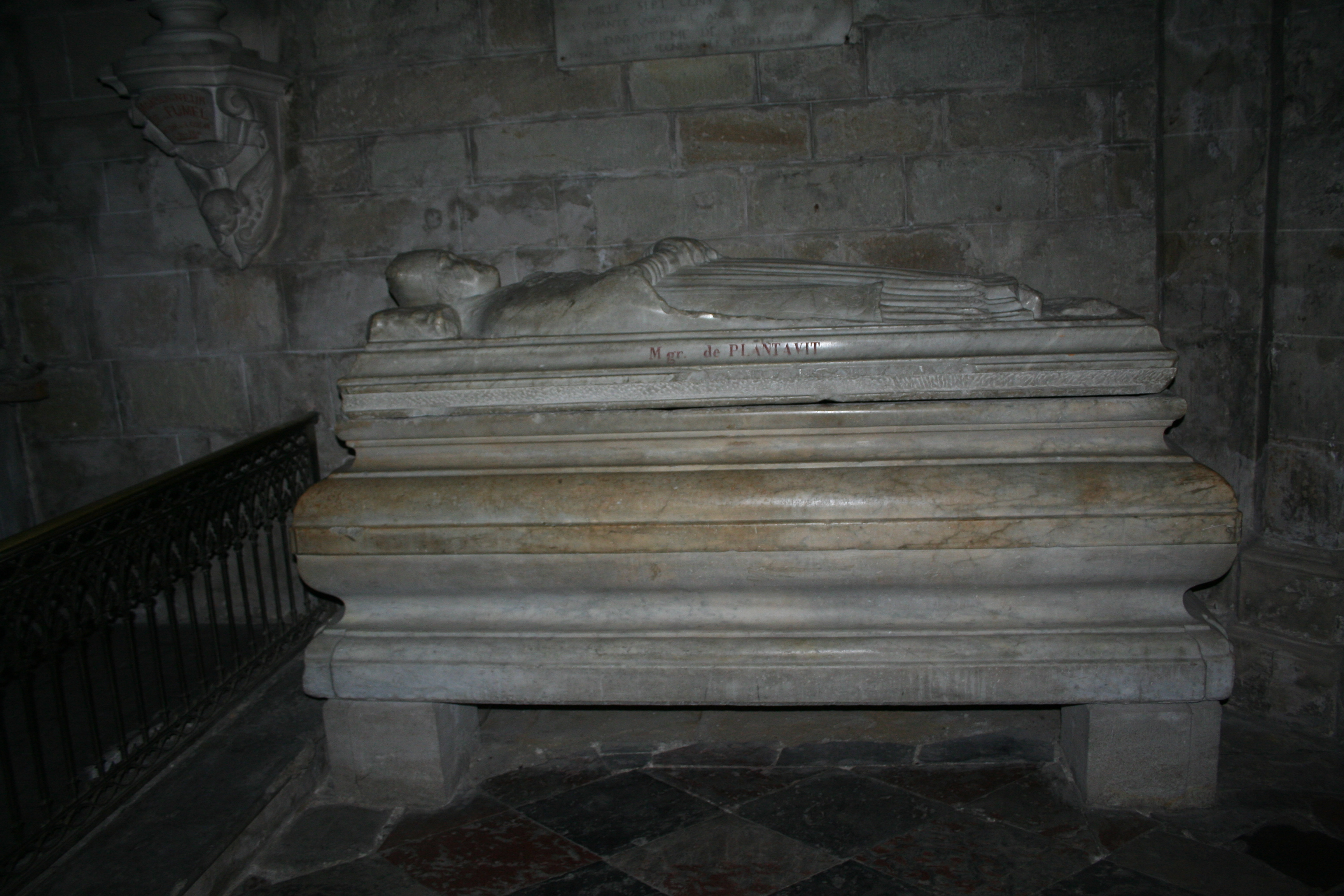
Mgr de Plantavits Grabmal in der Kathedrale von Lodève

Jean Plantavit de La Pause (* 1579 in Saint-Jean-du-Gard; † 21. Mai 1651 in Margon) war Hofkaplan der Königinnen von Frankreich und Spanien, Bischof von Lodève, Graf von Montbrun und ein gelehrter Hebraist.

## Leben
Die Plantavits stammten ursprünglich aus Florenz und waren mit den Strozzi und den Medici verwandt. Ein Decio Strozzi hatte den Namen seiner Mutter Porcia Plantaviti angenommen und war Ende des 13. Jahrhunderts nach Frankreich ausgewandert. Ein Familienzweig hatte sich in den Cevennen niedergelassen (Plantavit de La Pause), ein anderer im heutigen Département Hérault (Plantavit de Margon).
Jean Plantavits Vater Christophe Plantavit de La Pause war protestantischer Geistlicher; die katholische Mutter, Ysabeau d’Assas, stammte vom Château de Marcassargues im Gévaudan, wo Jean Plantavit 1579 als mittlerer der drei Söhne geboren wurde. Er studierte in Nîmes und Genf und wurde, von der Fakultät Nîmes zum Doktor der Theologie promoviert, ebenfalls reformierter Geistlicher in Béziers. Nachdem er 1604, wohl unter dem Einfluss der Jesuiten, zum katholischen Glauben konvertiert war und eine Déclaration catholique (Paris, 1604) veröffentlicht hatte, studierte er katholische Theologie am Collège Henri-IV de La Flèche, wurde zum katholischen Priester geweiht und ging nach Rom, wo er bei dem bekannten maronitischen Bibelgelehrten Gabriel Sionita orientalische Sprachen, besonders Hebräisch, studierte. Dort wurde der französische Kardinal François de Joyeuse auf ihn aufmerksam, der ihn der Königin Maria de’ Medici als Hofkaplan empfahl. In gleicher Eigenschaft begleitete Plantavit später deren Tochter Élisabeth, Gemahlin Philipps IV. von Spanien, nach Madrid. Nach Frankreich zurückgekehrt, wurde Plantavit dort Generalvikar des Großalmoseniers Kardinal François de La Rochefoucauld. Vorher schon hatte er vom König die Abtei Saint-Martin-de-Ruricourt (heute Saint-Martin-aux-Bois) in der Diözese Beauvais in Kommende erhalten und war vom Papst zum Apostolischen Protonotar ernannt worden.
Am 7. Mai 1625 ernannte König Ludwig XIII. Plantavit, wohl auch auf Fürsprache der Königin von Spanien, zum Bischof der seit dem Tod seines Vorgängers Rolin vakanten Diözese Lodève in der Provinz Languedoc, Südfrankreich. Von Papst Urban VIII. am 16. August 1625 präkonisiert, erhielt er am 18. Oktober 1625 in der Jesuitenkirche St-Louis in Paris von Erzbischof François de Harlay die Bischofsweihe. Die Abtei Saint-Martin hatte er an die Erben des Grafen Charles de Lévis-Vauvert-Ventadour übergeben müssen. Nachdem er dem König den Treueid geleistet hatte (in der Kapelle von St-Germain), reiste Plantavit nach Lodève, wo er am 24. Dezember 1625 einzog.
Bistum und Stadt Lodéve waren in den Hugenottenkriegen sehr in Mitleidenschaft gezogen worden. Das Bischofspalais war zerstört, ebenso viele andere Gebäude. Bischof Plantavit machte sich sofort an die Wiederherstellung seiner herabgekommenen Diözese. Er ließ das Haus des Erzdiakons als Residenz für sich und seine Nachfolger ausbauen und erweitern (heute Mairie) und ein neues Kloster für die Rekollekten bauen und weihte ihre Kapelle. Die zerstörte gotische Kathedrale St-Fulcran de Lodève ließ er originalgetreu wiederherstellen. Neben diesen sichtbaren Umbauten brachte er auch die Strukturen der Diözese in Ordnung, gewann während des Krieges verlorengegangene Rechte wieder, holte in fremde Hände gefallene bischöfliche Domänen und Benefizien zurück. Außerdem visitierte er alle Pfarreien und ordnete die Abgaben und Gottesdienste neu.
Welche Rolle er bei der bewaffneten Erhebung des Languedoc gegen Kardinal Richelieu und den König unter der Führung des Gouverneurs Henri von Montmorency gespielt hat, ist nicht ganz klar, er wurde jedoch freigesprochen oder begnadigt und konnte nach Lodève zurückkehren. Seine 1634 erschienene Chronologie seiner Vorgänger (Chronologia praesulum Lodouensium, Aramon 1634) ist jedenfalls Richelieu gewidmet.
Schwer an der Gicht erkrankt, legte Bischof Plantavit de La Pause 1648 sein Amt nieder und zog sich auf das Schloss seiner Verwandten in Margon bei Béziers zurück, wo er an Pfingsten 1651 starb. Er wurde in der Kathedrale von Lodève beigesetzt.

## Werke
- Déclaration catholique du Sieur de La Pause, Paris: F. Bourriquant, 1604.
- Chronologia praesulum Lodouensium, Aramontii, 1634.
- Planta Vitis seu Thesaurus synonymicus Hebraeo-Chaldaico-Rabbinicus, Lodovae: Typis A. Colomerii, 1644–1645 (3 Bände).
- Florilegium rabbinicum, complectens praecipuas veterum rabbinorum sententias, versione latina et scholiis. Lodovae: Typis Arnaldi Colomerii, 1644.